# Danh sách ổ trục vít
Trục vít (tiếng Anh là Screw) là một sản phẩm phụ kiện cho tô vít hay tuốc nơ vít,là đầu vít để người dùng chèn vào đầu của tuốc nơ vít để quay ốc vít.Trong công nghiệp trục vít được trong các máy cnc, robot, thiết bị lắp ráp chính xác, sử dụng để di chuyển một vật nặng như trục trong một máy CNC, di chuyển một đồ gá (table) trong máy đến vị trí chính xác và trong các công việc sản xuất có độ chính xác cao.